# Etxarri Aranatz
Etxarri Aranatz (spanisch Echarri-Aranaz) ist eine Gemeinde (Municipio) in Navarra in Spanien mit 2.545 Einwohnern (Stand: 2024).

## Geografie
Etxarri Aranatz liegt etwa 50 Kilometer westnordwestlich von Pamplona (Iruña) in einer Höhe von ca. 510 m in der baskischsprachigen Zone Navarras. Durch die Gemeinde fließt der Río Arakil. Parallel dazu verläuft die Autovía A-10 nach Vitoria-Gasteiz. 

## Bevölkerungsentwicklung
| Jahr        | 1900 | 1950 | 1970 | 1981 | 1991 | 2001 | 2011 | 2021 |
| ----------- | ---- | ---- | ---- | ---- | ---- | ---- | ---- | ---- |
| Einwohner   | 1499 | 1642 | 2078 | 2268 | 2329 | 2251 | 2485 | 2489 |
| Quelle: INE |      |      |      |      |      |      |      |      |

## Sehenswürdigkeiten

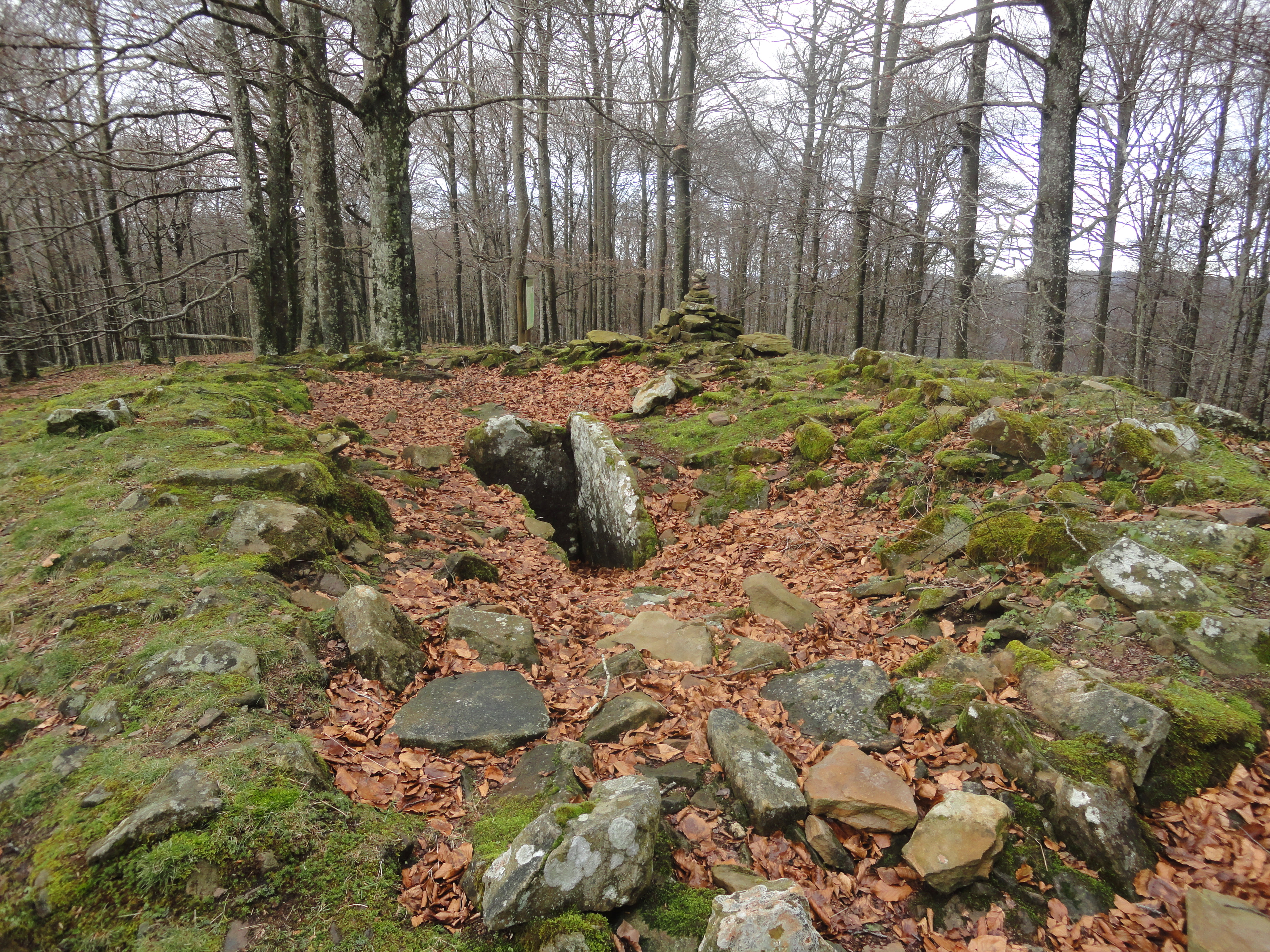
Dolmen
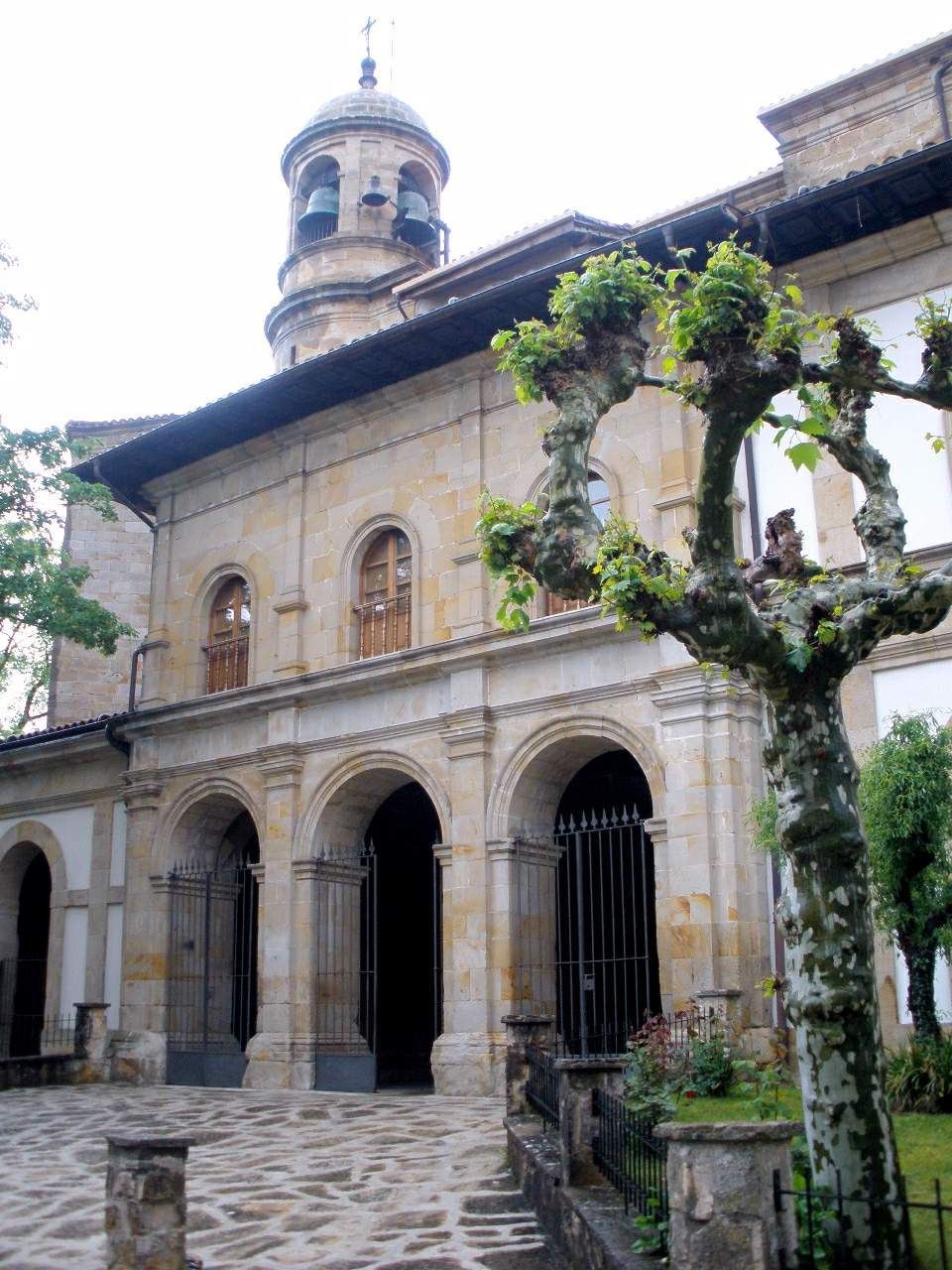
Marienkirche
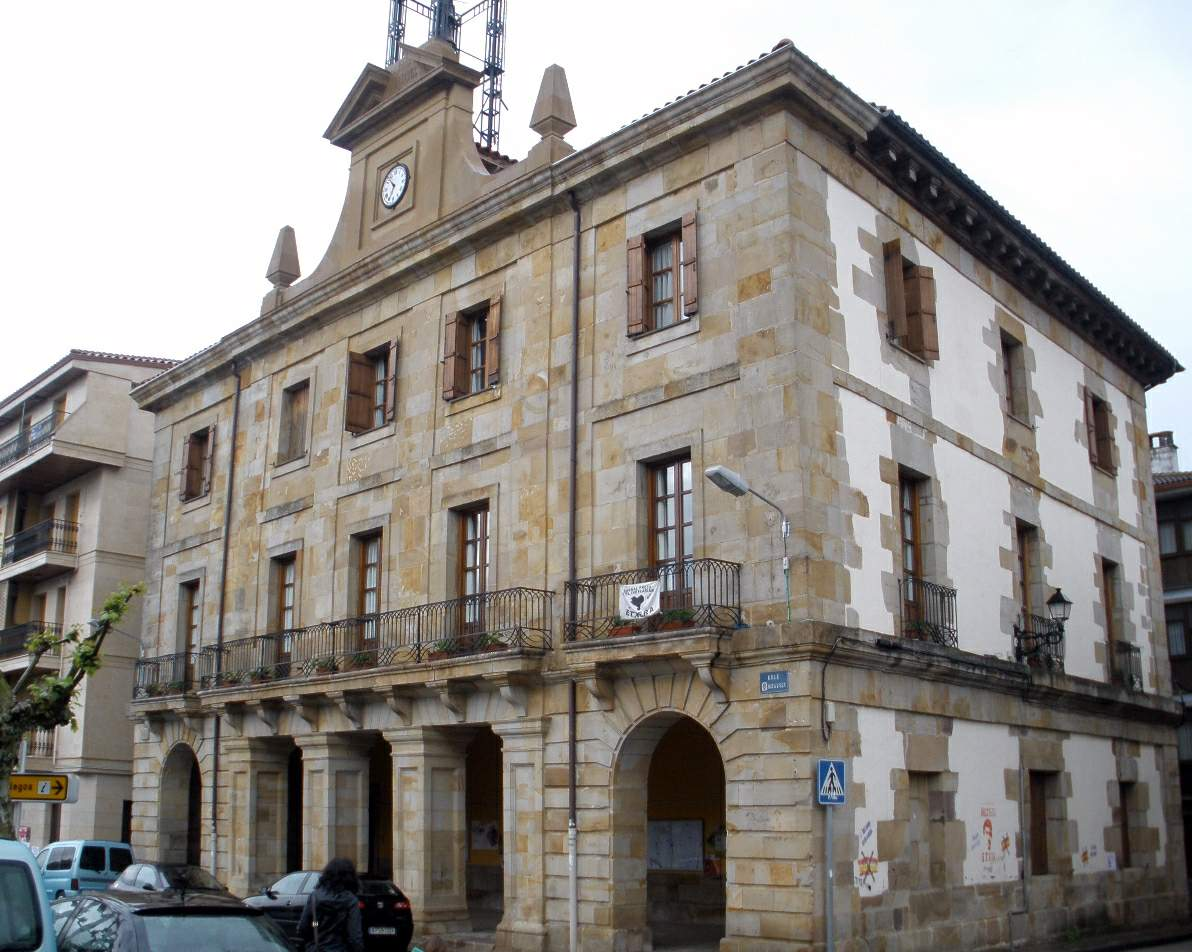
Rathaus

- Kapelle der Unbefleckten Empfängnis
- Adrianskapelle
- Marienkapelle
- Gregoriuskapelle

- Dolmen
- Marienkirche
- Rathaus

## Söhne und Töchter
- Mikel Garciandía Goñi (* 1964), römisch-katholischer Bischof von Palencia
- Javier Gómara Granada (1927–2022), Jurist und Politiker
- Egoi Martínez (* 1978), Radrennfahrer
- Gorka Verdugo (* 1978), Radrennfahrer